# هاين فان دير زي
هاين فان دير زي (بالهولندية: Hein van der Zee)‏ (6 سبتمبر 1929 – 5 ديسمبر 1991) هو ملاكم هولندي راحل، مثّل بلاده في الألعاب الأولمبية الصيفية 1952.

## روابط خارجية
هاين فان دير زي على موقع بوكس ريك (الإنجليزية) (registration required)
- هاين فان دير زي على موقع أوليمبيديا (الإنجليزية)